# Bocydium amischoglobum
Bocydium amischoglobum  (лат.) — вид горбаток рода Bocydium из подсемейства Stegaspidinae (Membracidae).

## Распространение
Неотропика.

## Описание
Мелкие равнокрылые насекомые (около 5 мм) с большим разветвлённым спинным отростком на груди. От близких видов отличается следующими признаками: боковой шип грудного отростка примерно такой же длины или длиннее диаметра боковых шаровидных вздутий (луковиц) при виде сверху; боковые луковицы примерно того же размера, что и передние луковицы на виде сверху; передние луковицы не стебельчатые. Дорсальная вершина центральной ножки переднеспинки расширена в луковидный выступ.